# 西弗吉尼亞大學
西弗吉尼亞大學（英語：West Virginia University，縮寫为WVU）是位於美國西弗吉尼亞州摩根敦的一所公立研究型贈地大學，也是该州唯一一所研究型大学。该校創立於1867年，最初为农学院。除去主校區外，還在蒙哥馬利有理工學院、在凱澤有波多馬克學院，在查理斯頓的查理斯頓地區醫療中心有醫學及牙醫學院。該校建有摩根敦個人捷運。
該大學走出過24位羅德學者，2024年《美國新聞與世界報道》的全美國國家級大學的排名中排名在第220位。

## 歷史

### 大學的成立
在1862土地撥贈法案的影響下，西維吉尼亞州議會在1867年2月2日創辦了西維吉尼亞農學院（Agricultural College of West Virginia），並在同年9月2日開始招生。
1868年12月4日，州議會將西維吉尼亞農學院改名為西維吉尼亞大學。
西維吉尼亞大學的新校地在成為大學之前，曾經是蒙那伽立亞學院（Monongalia Academy，1814年）、蒙那伽立亞女學院（Morgantown Female Academy，1831年）、伍柏恩女子神學校（Woodburn Female Seminar，1858年）。

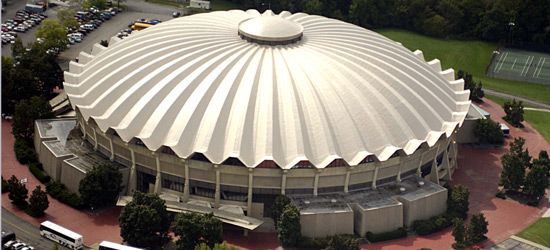
體育館
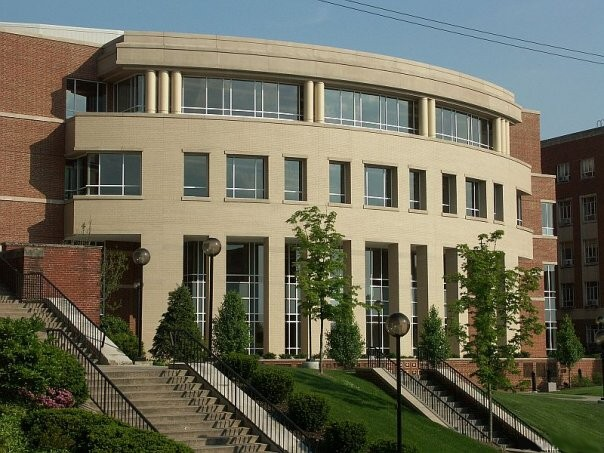
圖書館
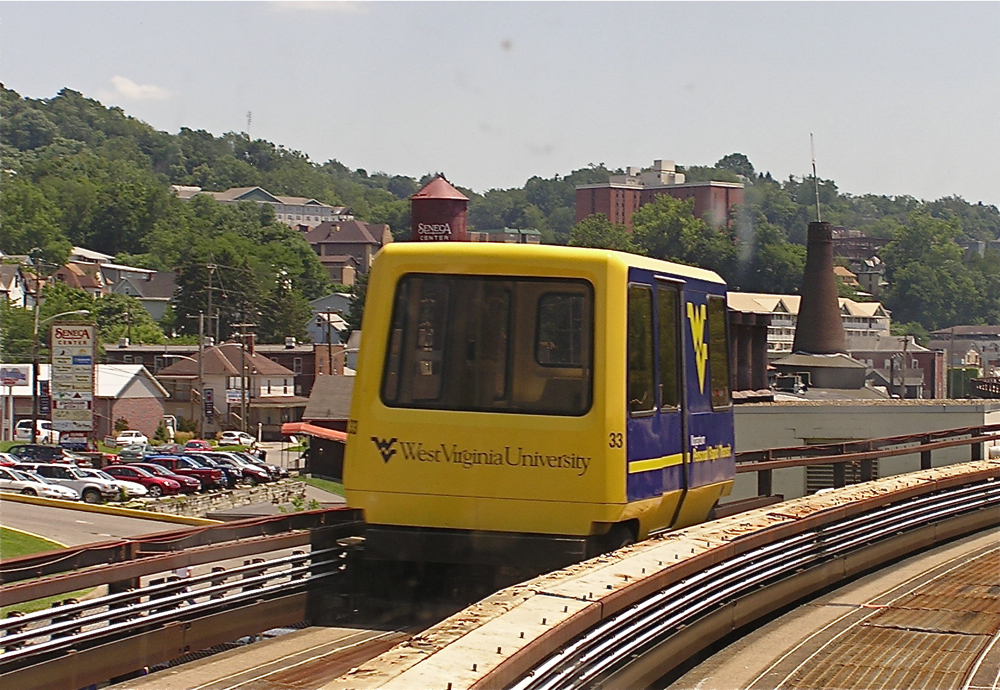
連接各校區的個人捷運
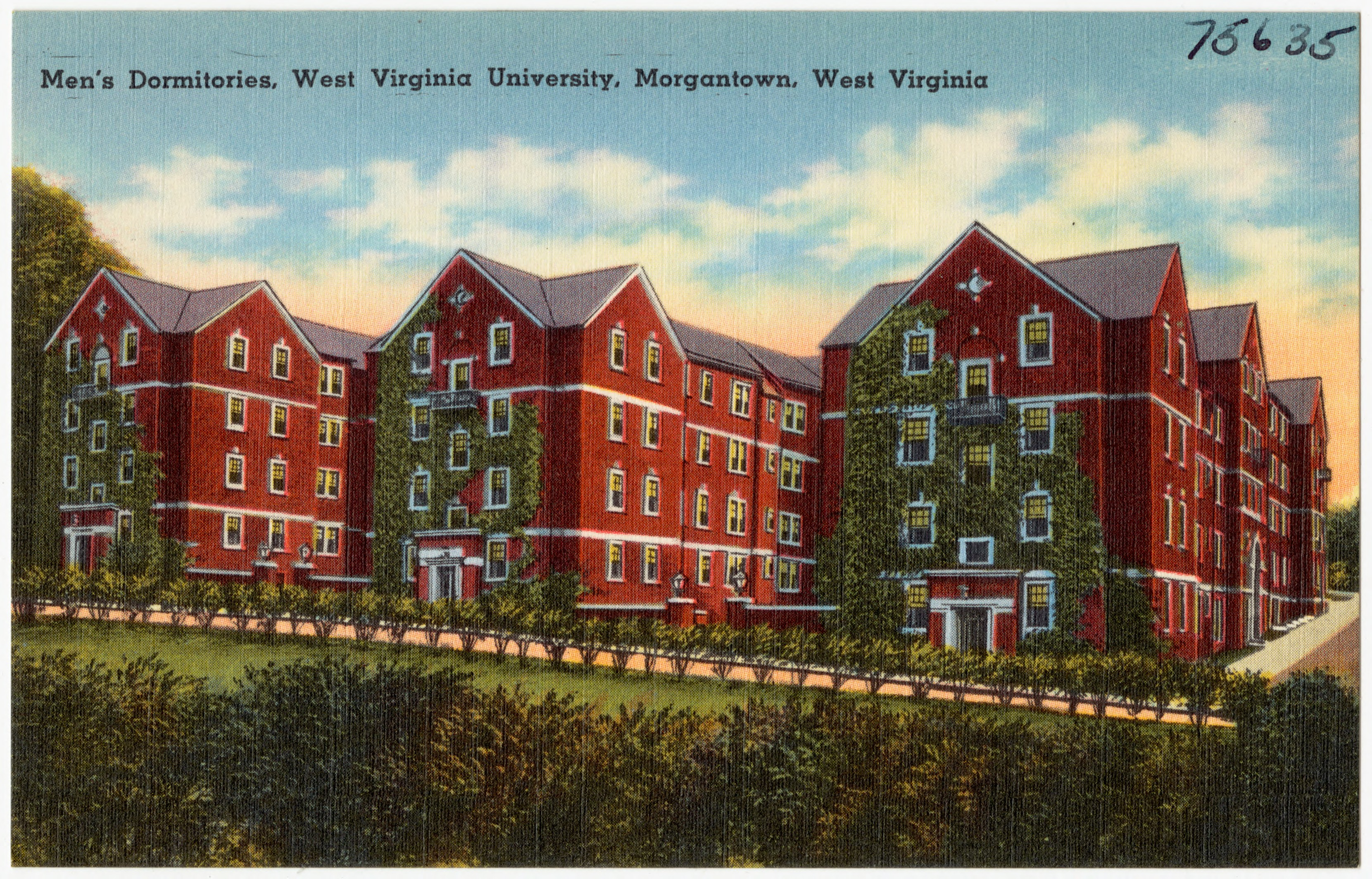
1945年的校舍明信片
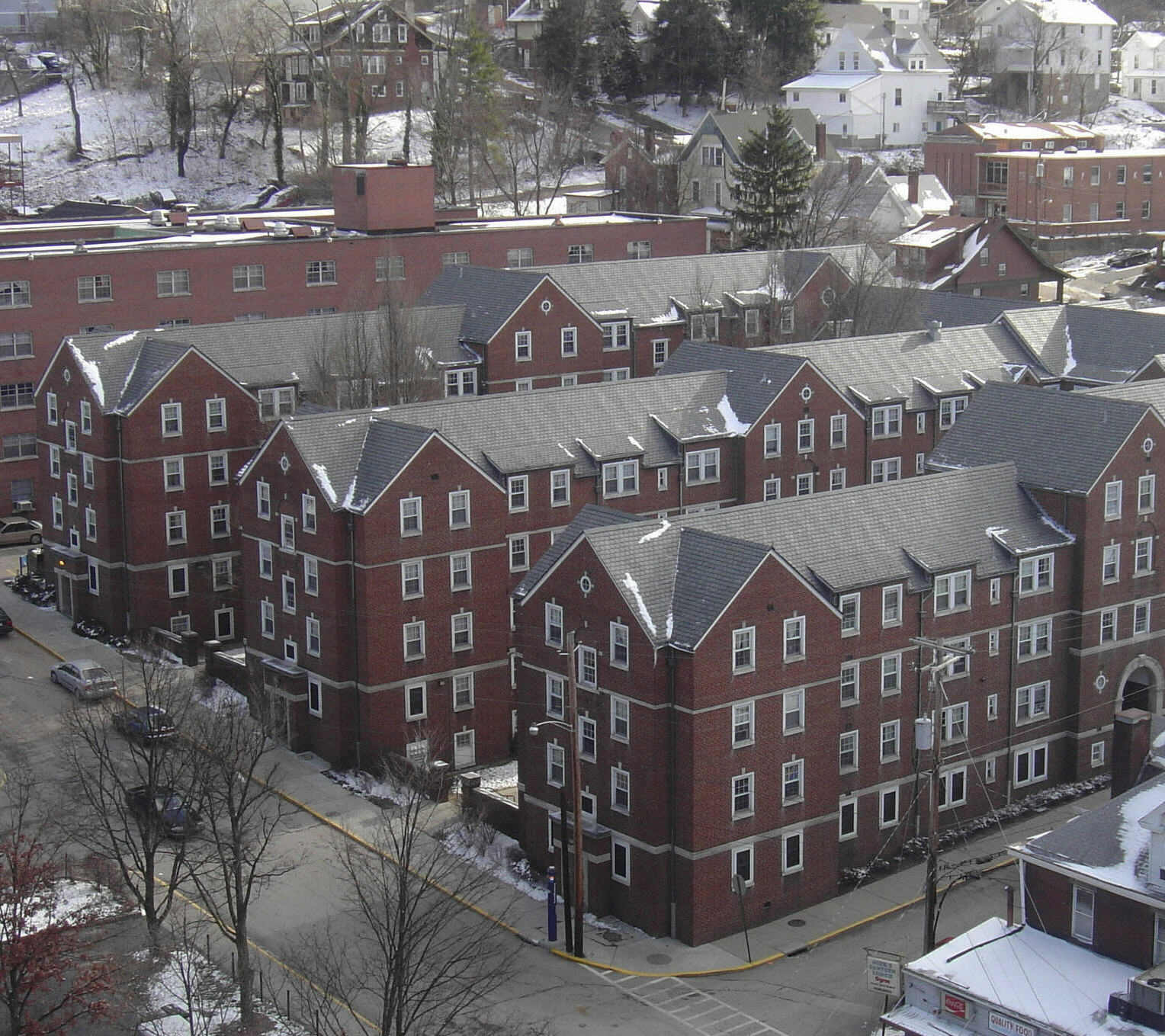
2015年的校舍
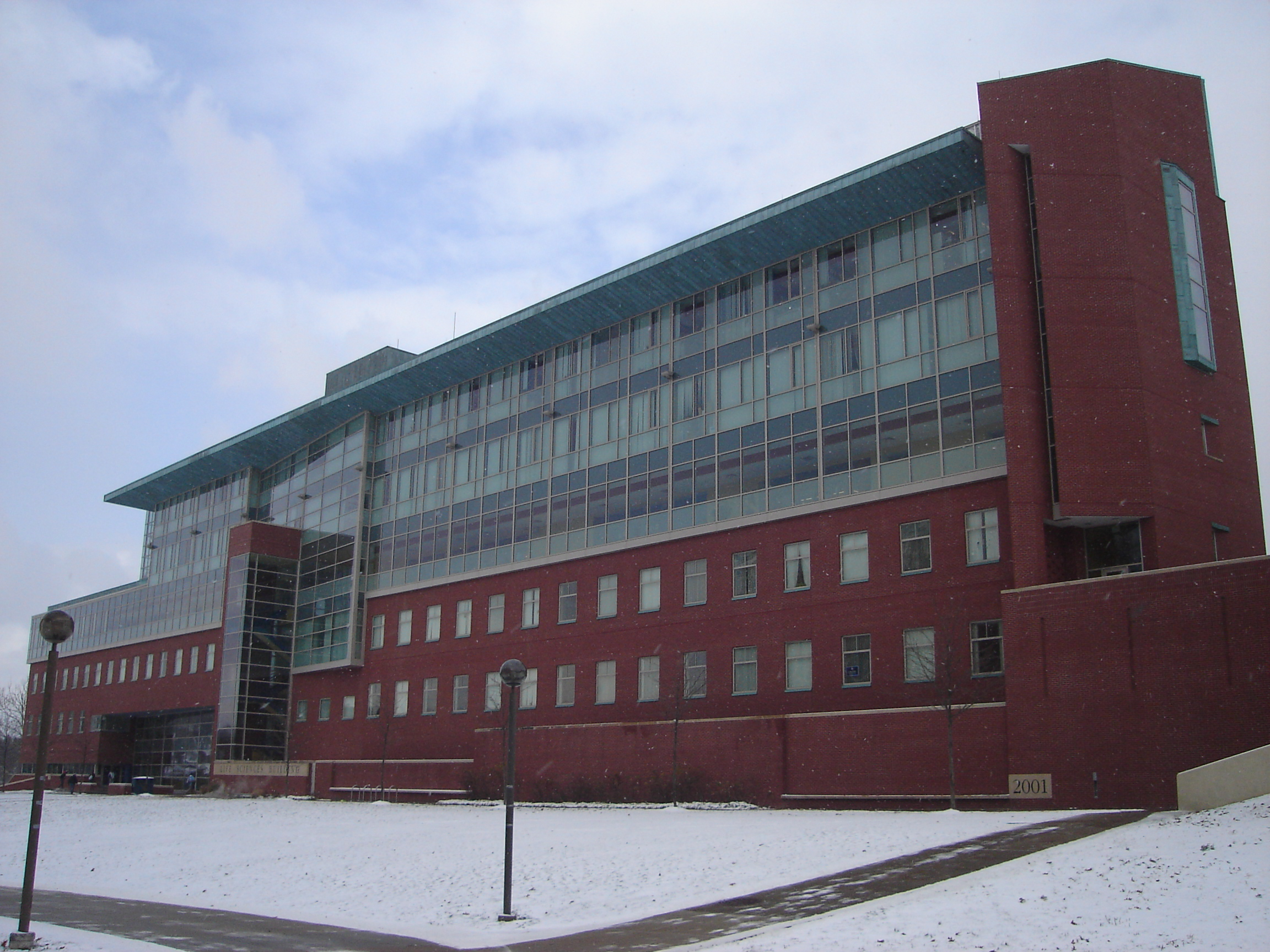
生命科學系
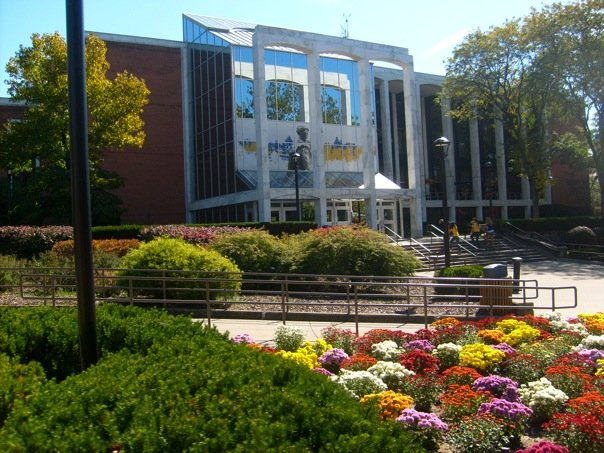
校務處
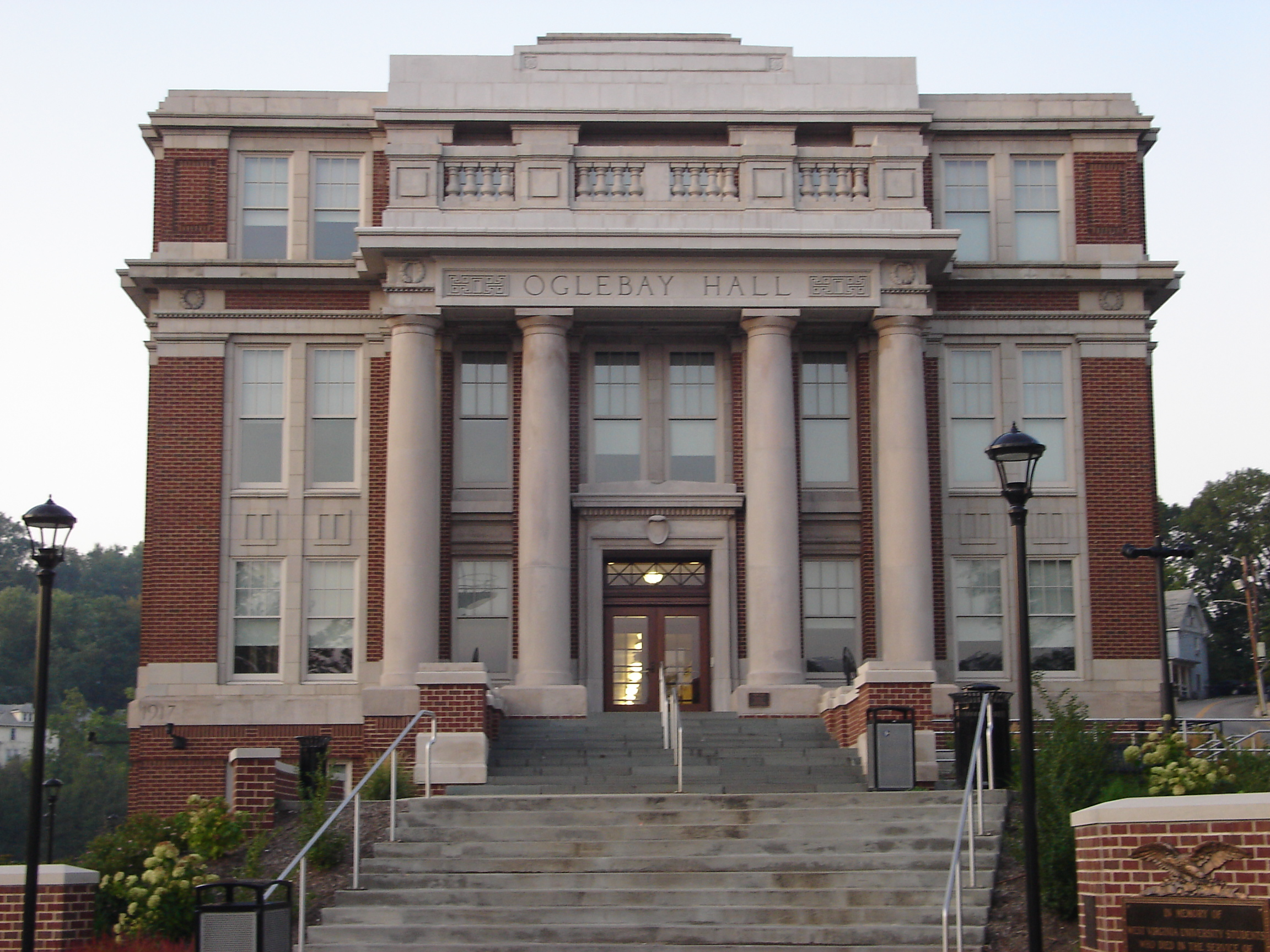
歐格貝廳

## 外部連結
- 官方网站
- Official Athletics website （页面存档备份，存于）
- . . 1921.